# المينانغكابو
مينان كاباو أو منكابو أبجدية جاوية: ميناڠكاباو)، هي مجموعة عرقية تسمى أيضاً مينانغ و أورانغ تعيش في مرتفعات مينانغكابو في سومطرة الغربية في إندونيسيا وهم يتكلمون بلغة مينانغكاباو، عند هذه العرقية شؤون المُلكية والأرض هي تحت مسؤولية المرأةْ بينما الشؤون الدينية والسياسية هي من مسؤولية الرجال، حوالي 4 ملايين من هذه العرقية يعيشون في سومطرا الغربية موطنهم الأصلي و 3 ملايين آخرين متفرقين في الجزر والمُدُن الإندونيسية الأُخرى، يعتنق أغلب سكان هذه العرقية الإسلام بمذهبه السني.

## علم أصول الكلمات
يأتي مصطلح مينانغكابو (بلغة مينانغكابو: مينانغ، بالأبجدية الجاوية: مينڠ) من أسطورة استُمدت من نزاع إقليمي بين شعب وأمير إحدى المناطق المجاورة. وبغية تجنب المعركة، اقترح السكان المحليون معركة حتى الموت بين حيوانين من جاموس الماء (كابو) لتسوية النزاع. وقد وافق الأمير على ذلك وشرع بتحضير أكبر جاموس في العالم وأكثر الجواميس عدائيةً. ومن ناحية أخرى، أعدَّ القرويون عجلًا صغيرًا جائعًا بقرونه الصغيرة المشحوذة لتصبح حادة كالسكاكين. عندما شاهد الجاموس البالغ عبر الحقل، تقدم العجل نحوه أملاً في الحصول على الحليب. ولم يرَ الجاموس الكبير أي تهديد في الجاموس الصغير ولم يعره أي انتباه باحثًا عن خصم جدير بالمقارعة. ولكن عندما دفع العجل رأسه تحت بطن الجاموس الكبير، بحثاً عن الضرع، ثقبت قرونه الحادة بطن الجاموس الكبير وأردته صريعًا مانحةً القرويين انتصارهم (مانانغ، من ثم مانانغ كابو: «منتصرو الجاموس» الذي أصبح في نهاية المطاف مينانغكابو). ثمّة ردود أخرى على أي حال تطعن الأسطورة كالكلمة «مينانغ» التي تشير إلى استهلاك مكسرات الأريكا (بينانغ)، ومع ذلك لم يكن هناك أي تفسير شعبي لكلمة «مينانغ» يربط الممارسة المذكورة أعلاه بكلمة «جاموس الماء».
ورد أول ذكر لاسم مينانغكابو باسم مينانغا تاموان في أواخر القرن السابع في نقش كدوكان بوكيت الذي وصف رحلة سري جاياناسا المقدسة من مينانغا تاموان برفقة 20 ألف جندي متوجهين إلى ماتاجاب لغزو مناطق عديدة في جنوب سومطرة.

## نبذة تاريخية
لغة مينانغكابو هي لغة أسترونيزية، وهي أقرب إلى لغة ملايو، على الرغم من انشقاق اللغتين عن أصل مشترك، فإن العلاقة التاريخية الدقيقة بين الثقافة الملاوية وثقافة مينانغكابو غير معروفة. حتى القرن العشرين عاش غالبية سكان سومطرة في المرتفعات. إن المرتفعات ملائمة تمامًا للسكن البشري حيث تتوفر المياه العذبة والتربة الخصبة والمناخ البارد والمستلزمات الأساسية القيمة. ومن المحتمل أن تكون زراعة الأرزّ المائية قد تطورت في مرتفعات مينانغكابو قبل فترة طويلة من ظهورها في أجزاء أخرى من سومطرة، وسبقت أي اتصال خارجي هام.
يُعتقد أن أديتاوارمان، أحد أتباع مذهب الفاجريانا أو البوذية التانترية التي تربطها صلات بمملكتي سنغاساري وماجاباهيت في جزيرة جاوة، قد أسس المملكة في مرتفعات مينانغكابو في باغارويونغ وحكم بين عامي 1347 و1375. يبدو أن إنشاء النظام الملكي قد انطوى على الصراع والعنف، ما أدى في نهاية المطاف إلى تقسيم القرى إلى نظامين من الأعراف، بودي كانياغو وكوتو بليانغ، قدمت الأخيرة الولاءات العلنية للعائلة الملكية. وبحلول القرن السادس عشر، وقدوم وقت التوارث التالي بعد عهد أديتاوارمان، قُسّمت السلطة الملكية إلى ثلاثة ملوك معترف بهم. ملك العالم (راجا عالم)، وملك العادات (راجا عادات)، وملك الدين (راجا عبادات)، وعُرفوا جماعيًا باسم ملوك المقرات الثلاث (راجو تيغو سيلو). كان ملوك مينانغكابو شخصيات كاريزمية أو جذابة، ولكن لم يمتلكوا سلطة كبيرة على إدارة شؤون القرية.
بدأ المينانغكابو باعتناق الإسلام في القرن السادس عشر تقريبًا. وقد حصل أول اتصال بين المينانغكابو والدول الغربية مع رحلة المستكشف جان بارمنتييه إلى سومطرة عام 1529. تحصّلت شركة الهند الشرقية الهولندية على الذهب في بادئ الأمر في مدينة باريامان عام 1651، ولكنها انتقلت فيما بعد إلى مدينة بادنغ لتجنب تدخل المحتلين الأتشيهيين. في عام 1663 وافق الهولنديون على حماية القرى المحلية وتحريرها من الاحتلال الأتشيهي مقابل احتكار تجاري، ونتيجة لذلك أُنشئت مراكز تجارية في بينبان وبادنغ. وحتى أوائل القرن التاسع عشر، كان الهولنديون راضين عن تجارتهم الساحلية من الذهب والمنتجات، ولم يحاولوا زيارة مرتفعات مينانغكابو. نتيجة للصراع في أوروبا، احتل البريطانيون بادنغ في الفترة منذ 1781 حتى 1784 في أثناء الحرب الإنجليزية الهولندية الرابعة، ومرة أخرى منذ 1795 حتى 1819 خلال الحروب النابليونية.
في أواخر القرن الثامن عشر، بدأت إمدادات الذهب الذي وفر القاعدة الاقتصادية لملوك مينانغكابو بالنفاذ. وفي الوقت نفسه تقريبا، شهدت أجزاء أخرى من اقتصاد مينانغكابو فترة توسع لا مثيل لها مع ظهور فرص جديدة لتصدير السلع الزراعية، بالأخص القهوة التي اشتد الطلب عليها. نشبت حرب أهلية في عام 1803 بين جماعة بدري الإسلامية الأصولية والجماعات التوفيقية التقليدية وعائلات النخبة والعائلة الملكية في باغارويونغ. ونتيجة لمعاهدة مع عدد من البينغولو (زعماء القرى) وممثلي عائلة مينانغكابو الملكية، شنّت القوات الهولندية أول هجوم لها على قرية بدري في أبريل 1821. انتهت المرحلة الأولى من الحرب في عام 1825 عندما وقع الهولنديون على اتفاق مع زعيم حركة بدري توانكو إمام بونجول لوقف الأعمال العدائية، ما سمح لهم بإعادة نشر قواتهم لخوض حرب جاوة. عندما استؤنف القتال في عام 1832، تمكنت القوات الهولندية المعززة من مهاجمة حركة بدري بشكل أكثر فعالية. وقد قُبض على مركز المقاومة الرئيسي عام 1837، وجرى أسر توانكو إمام بونجول ونفيه بعد فترة وجيزة، وبحلول نهاية العام التالي انتهت الحرب بشكل فعليًا.
مع خضوع  أراضي مينانغكابو الآن لسيطرة هولندا، تحسنت أنظمة النقل والمواصلات وتكثفت عمليات الاستغلال الاقتصادي. أُدخلت أشكال جديدة من التعليم، ما سمح لبعض المينانغكابو بالاستفادة من نظام التعليم الحديث. شهد القرن العشرين نهضة قومية ثقافية سياسية بلغت ذروتها في المطالبة باستقلال إندونيسيا. وفي وقت لاحق اندلعت ثورات ضد الاحتلال الهولندي كالتمرد المناهض للضرائب في عام 1908 والانتفاضة الشيوعية عام 1927. في أثناء الحرب العالمية الثانية كانت أراضي مينانغكابو محتلة من قبل اليابانيين، وعندما استسلم اليابانيون في أغسطس 1945 أعلنت إندونيسيا الاستقلال. باءت المحاولات الهولندية لاستعادة السيطرة على المنطقة بالفشل في نهاية المطاف، وفي عام 1949 أصبحت أراضي مينانغكابو جزءًا من إندونيسيا باعتبارها مقاطعة تابعة لسومطرة الوسطى.
في فبراير 1958، تسبّب عدم الرضا عن السياسات المركزية والسياسات ذات الميول الشيوعية التي انتهجتها إدارة سوكارنو في اندلاع ثورة تمركزت في منطقة مينانغكابو في سومطرة، إذ أعلن المتمردون عن قيام الحكومة الثورية لجمهورية إندونيسيا في بوكيتنغي. اجتاح الجيش الإندونيسي سومطرة الغربية خلال أبريل 1958 واستعاد المدن الكبرى خلال الشهر التالي. أعقب ذلك فترة من حرب العصابات، بيد أن معظم المتمردين استسلموا بحلول أغسطس 1961. في السنوات التالية، بدت سومطرة الغربية كأرض محتلة إذا شغل مسؤولون جاويون معظم المناصب المدنية والعسكرية والشرطية. استمرت سياسات الإدراة المركزية في ظل نظام سوهارتو. أصدرت الحكومة الوطنية تشريعًا لتطبيق نظام القرية الريفية الجاوي (بالإندونيسية: Desa) في جميع أنحاء إندونيسيا، وفي عام 1983، قسمت وحدات ناغاري القروية التقليدية لشعب مينانغكاباو إلى وحدات أصغر حجمًا، وبهذا دُمرت المؤسسات الاجتماعية والثقافية القروية التقليدية. في السنوات التي تلت سقوط نظام سوهارتو، طُبِّقت السياسات اللامركزية، ما أعطى المزيد من الاستقلال الذاتيّ للمقاطعات، لذا سُمح لسومطرة الغربية بإعادة العمل بنظام وحدات ناغاري.